# Arcon
Arcon – miejscowość i gmina we Francji, w regionie Owernia-Rodan-Alpy, w departamencie Loara.
Według danych na rok 1990 gminę zamieszkiwało 135 osób, a gęstość zaludnienia wynosiła 7 osób/km² (wśród 2880 gmin regionu Rodan-Alpy Arcon plasuje się na 1486. miejscu pod względem liczby ludności, natomiast pod względem powierzchni na miejscu 532.).